# 朝日生命ホール
朝日生命ホール（あさひせいめいホール）は大阪市中央区の大阪朝日生命館にある。かつては東京西新宿の朝日生命保険本社にも存在していた。この項では大阪について記述。

## 概要
大阪朝日生命館が竣工した1962年に完成。本館の8階に位置している。席は368席で最大470名入れる。

## 交通
Osaka Metro・京阪淀屋橋駅12番出口下車